# Edificio Coliseo Albia
El edificio Coliseo Albia o templo del bel canto de Bilbao fue diseñado por el arquitecto Rafael Fontán. La primera piedra se colocó el 17 de julio de 1916 sobre los antiguos jardines de los Campos Elíseos y se inauguró el 23 de septiembre de 1916, convirtiéndose en lo que sería durante años la sala con más aforo de Bilbao. La primera obra representada en el teatro fue el Otelo de Verdi, aunque hasta el 25 de enero del siguiente año no se estrenó como sala de cine con la película Falsa amistad.
Durante sus casi 50 temporadas de ópera bajo el nombre de Teatro Coliseo, por su escenario pasaron grandes figuras como Maria Callas, Montserrat Caballé, Luciano Pavarotti o Alfredo Kraus. Las audiencias de las obras fueron cita ineludible con el teatro durante Bilboko Aste Nagusia, el Coliseo durante años ha sobrevivido a inundaciones, explosiones e incendios.

## En la actualidad
Actualmente el edificio aloja el hotel Sercotel Coliseo. Conserva la misma estructura y distribución que tenía en sus orígenes y secciona los espacios para separar los diferentes establecimientos.

El Hotel Sercotel Coliseo es gestionado por la cadena Sercotel hoteles y cuenta con 97 habitaciones e instalaciones nuevas, inauguradas en 2011.